# Simón Zerpa
Pour les articles homonymes, voir Zerpa.
Simón Zerpa, né le 28 août 1983, est un homme politique vénézuélien. Ancien président de compagnie pétrolière nationale vénézuélienne PDVSA, il a été ministre de l'Économie et des Finances entre 2017 et 2020.

## Controverse
Zerpa compte parmi 13 personnalités sanctionnées par les États-Unis depuis le 26 juillet 2017.